# 与野中央公園
与野中央公園（よのちゅうおうこうえん）は、埼玉県さいたま市中央区の公園。1987年4月1日開園。

## 概要
都市計画決定された公園であり、暫定的に開園した与野中央通り沿いの区画については、テニスコートなどが整備されている。鴻沼川以西は一部民家の解体を含め、ほぼ用地の取得を完了し、造成工事が行われている。おおむね巽橋と中里橋の間に位置する。また、周辺には彩の国さいたま芸術劇場やテクノシティ浦和などがある。

## 今後の計画
鴻沼川以西の未開園区画では調節池の他にさいたま市与野体育館・下落合プールなどを移転させる事が検討されており、国際試合を開催できる多目的アリーナなどのスポーツ施設が計画されている。また西端を高沼用水の西縁が流れていることから、親水施設の建設も予定されている。

## 所在地
- 埼玉県さいたま市中央区新中里4-7-2

## アクセス
開園している区画（鴻沼川東側）へのアクセス
- 埼京線与野本町駅より徒歩10分